# 東京アメリカンクラブ
東京アメリカンクラブ（とうきょうアメリカンクラブ、Tokyo American Club ）は、東京都港区麻布台にある日本の会員制社交クラブ。1928年に設立された。略称はTAC 。当初は社団法人であったが、2012年に一般社団法人へ刷新された。

## 組織
1924年にアメリカで排日移民法が制定されたことを受け、東京クラブにいた51人のアメリカ人会員が同クラブを脱会し、独自にクラブを設立することにし、1928年（昭和3年）5月23日、在日アメリカ人が妻や恋人と楽しむための会員制社交クラブとして、帝国ホテルの向かいにあった麹町区の岩本ビルの上層階3フロアを使って設立された。
会員数の増加にともない、1935年に丸の内・三菱不動産のビルへ移転したが、1941年太平洋戦争が始まると閉鎖されて南方開発金庫が設立準備された。日本の敗戦後、1949年7月4日に会員数350人で再開したが、家族ぐるみで滞日するビジネスマンが増えるなど、構成会員に変化が出てきたため、規約等を大幅に変更し、1954年に社団法人化して麻布台に移転した。当地は尾張藩主徳川慶勝の大名屋敷跡で、明治時代にはジョサイア・コンドル設計による川村純義の邸宅が建っていた。
1972年（昭和47年）には麻布狸穴町（現在の麻布台）に新しいクラブハウスの建設が始まり、1975年にオープンした。同地はかつての南満州鉄道（満鉄）東京支社の跡地である。日本人会員やアメリカ人以外の外国人会員も増え、文化交流の社交場となっていった。この1970年代、外国の機関投資家が日本株を買い漁った。
1975年建設のクラブハウスの老朽化に伴っての再開発プロジェクトが実施され、麻布台のクラブは2007年12月25日をもって一時閉鎖された。工事の間は2007年1月11日から、仮設のクラブハウスが港区高輪の開東閣隣接地に設置された。再開発の結果、2010年中には新クラブハウスが完成、敷地南東半分には定期借地権方式の分譲マンション『麻布台パークハウス』が建設された。
クラブハウスには複数のレストランや宴会場、プールやボウリング場、図書館などの会員用の設備を備えている。また、会員向けの文化プログラムや、カブスカウト、ボーイスカウト、各種子供や大人向けプログラムなどが用意されている。

## 会員・相互利用
アメリカ人と日本人を中心に52ヶ国に及ぶ約5,000名のメンバーと約12,000名の家族会員が所属している。なお、会員になるためには現会員2名の推薦を受けた上、審議会による英語による面接を受け審査に通過する必要がある。
このクラブは会員のほか、「Reciprocal club」と呼ばれる、友好関係にある他の同種のクラブとの一時的な相互利用を認めている。海外の同種のクラブが大半であるが、日本国内においては「神戸外国倶楽部」と協定を結び、相互利用及び交流が図られている。

## 利用者
※Wikipedia日本語版がある人物のみ
- 高倉健[7]
- 千葉真一[7]
- 石原慎太郎
- 長嶋茂雄
- 石橋貴明
- 黒木メイサ
- 神田うの